# Carzinisierung

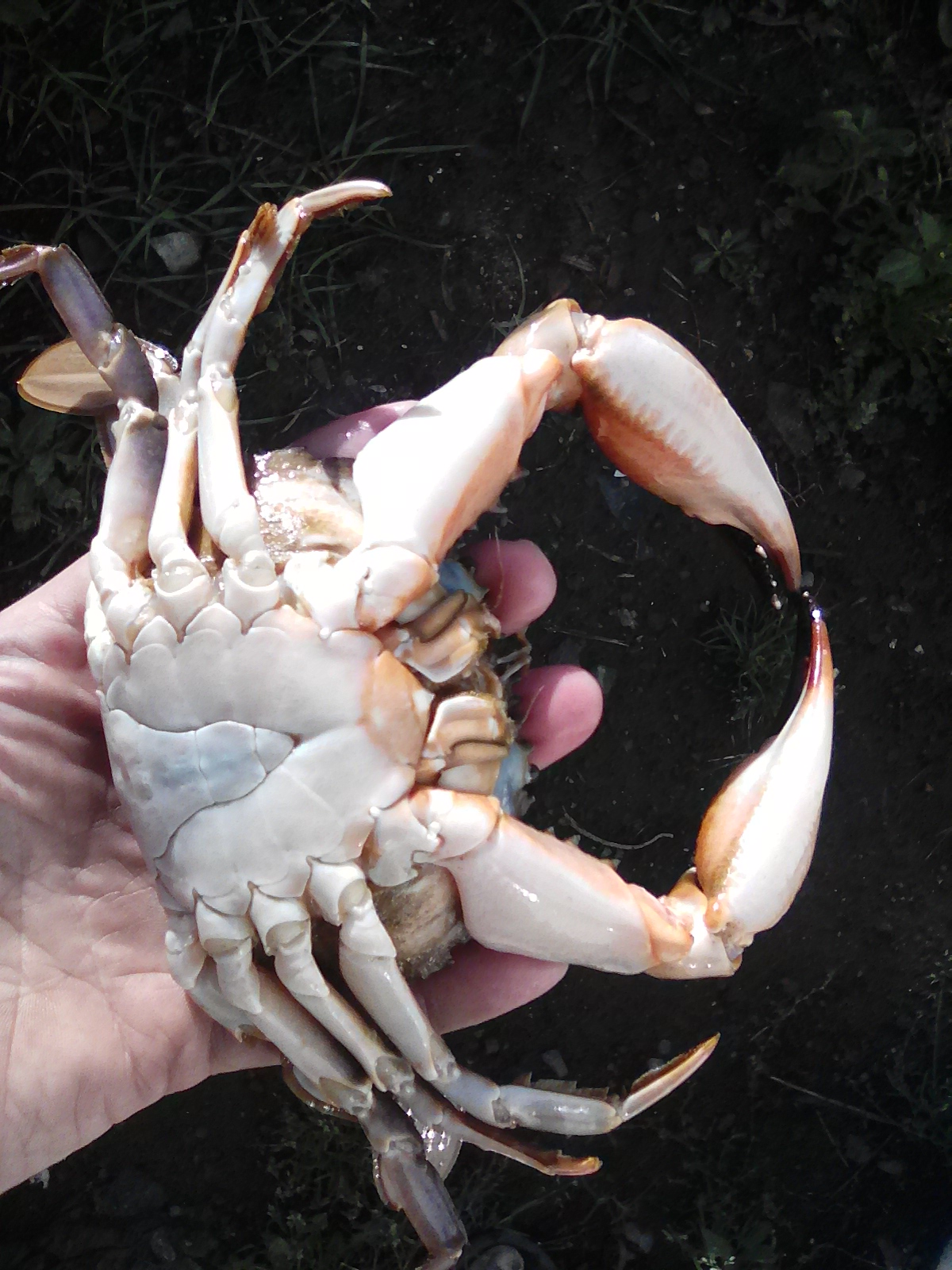
Auf der Bauchseite sieht man den zusammengewachsenen Brustschild und den unter den Vorderkörper geklappten Hinterleib einer Krabbe (hier: Charybdis japonica)

Carzinisierung oder Verkrabbung bezeichnet die evolutionäre Entstehung des „Krabbenhabitus“ bei Krebstieren. Es ist ein Beispiel für konvergente Evolution. Der Begriff wurde vom Evolutionsbiologen Lancelot Alexander Borradaile (1872–1945) geprägt.
In der Natur hat sich die „Krabbenform“, die nicht nur bei den Echten Krabben, sondern auch bei anderen Krebstieren vorkommt, mehrere Male unabhängig voneinander entwickelt. Die meisten Arten, bei denen eine Carzinisierung geschehen ist, gehören zur Teilordnung der Mittelkrebse.

## Merkmale
Nach Borradaile (1916) verkürzt sich bei der Carzinisierung im Wesentlichen das Abdomen (der hintere Körperabschnitt) des Tieres und dabei wird der Cephalothorax (das Kopfbruststück) flacher und breiter.
Keiler et al. (2017) definierte die carzinisierte Morphologie wie folgt:
- Der Carapax, die harte Bedeckung der Körperoberseite, ist flacher als er breit ist und besitzt seitlich überstehende Ränder.
- Das Sternum, die brustsseitige Anordnung von Chitinplatten, ist zu einem Plastron (Brustschild) zusammengewachsen.
- Das Pleon, der hintere Körperabschnitt, ist abgeflacht und stark gekrümmt. Es ist schützend unter den Vorderkörper geklappt und verbirgt die Tergiten (Rückenplatten) des vierten pleonalen Segments vollständig, und teilweise oder ganz auch das Plastron (Brustschild).

## Beispiele
Man nimmt an, dass die Carzinisierung in mindestens fünf Gruppen der Zehnfußkrebse unabhängig stattgefunden hat:
- Teilordnung der Mittelkrebse (Anomura):
  - Stein- und Königskrabben. Die meisten Wissenschaftler nehmen an, dass sich diese aus einsiedlerkrebsartigen Vorfahren entwickelt haben.[4][5]
  - Porzellankrebse. Diese sind eng mit den Springkrebsen verwandt.[6]
  - Lomis hirta.[7]
  - Überfamilie Einsiedlerkrebse (Paguroidea):
    - Palmendieb.
    - Patagurus rex.[8]
- Teilordnung Echte Krabben (Brachyura)[9]

Die ausgestorbene Krustentierordnung Cyclida hat ihre carzinisierte Morphologie bereits entwickelt, bevor es Echte Krabben gab.

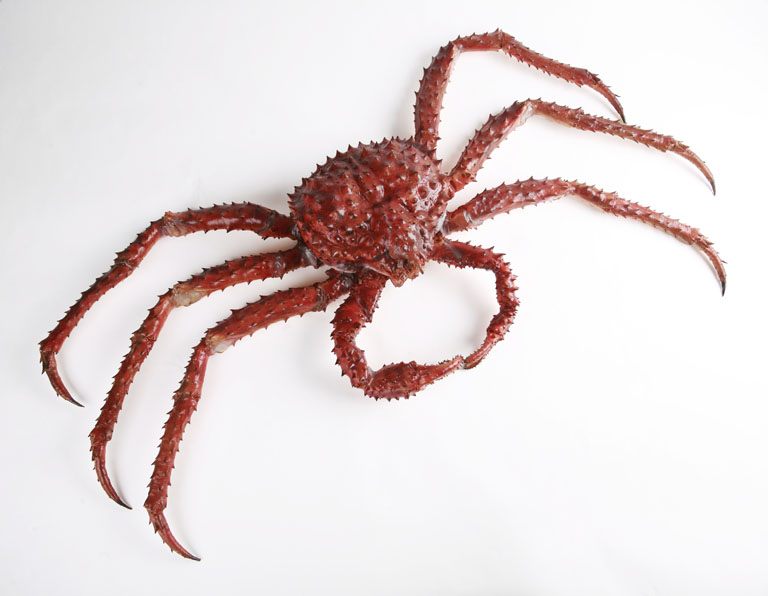
Königskrabbe
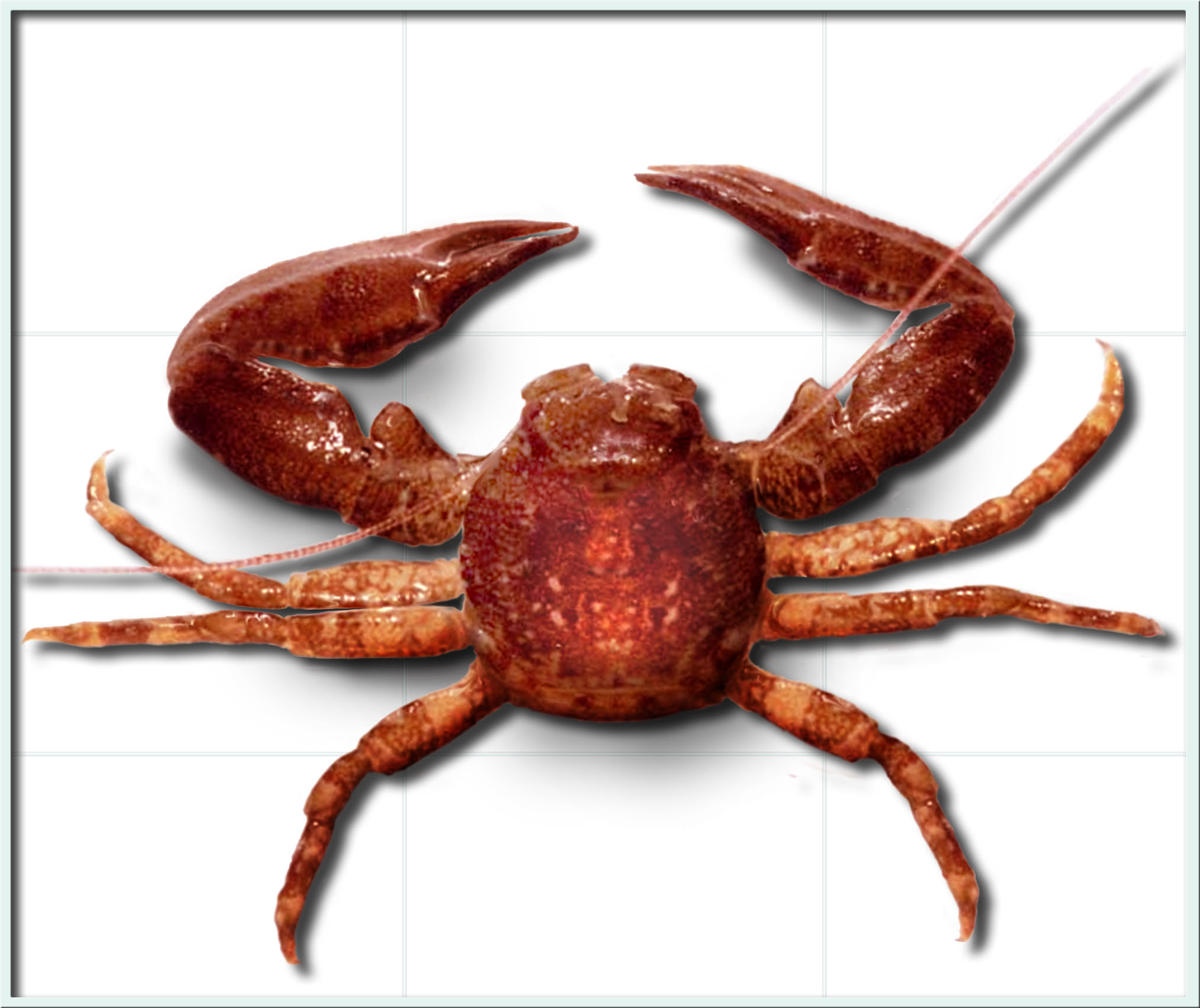
Pisidia longicornis, ein Porzellankrebs
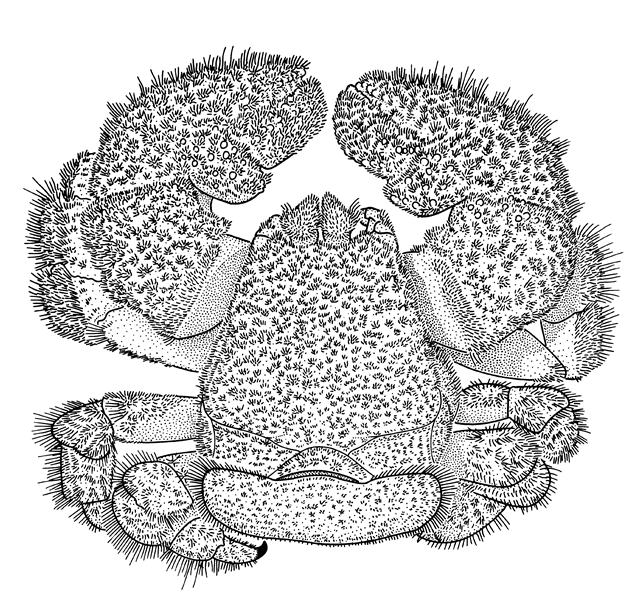
Lomis hirta (Zeichnung)
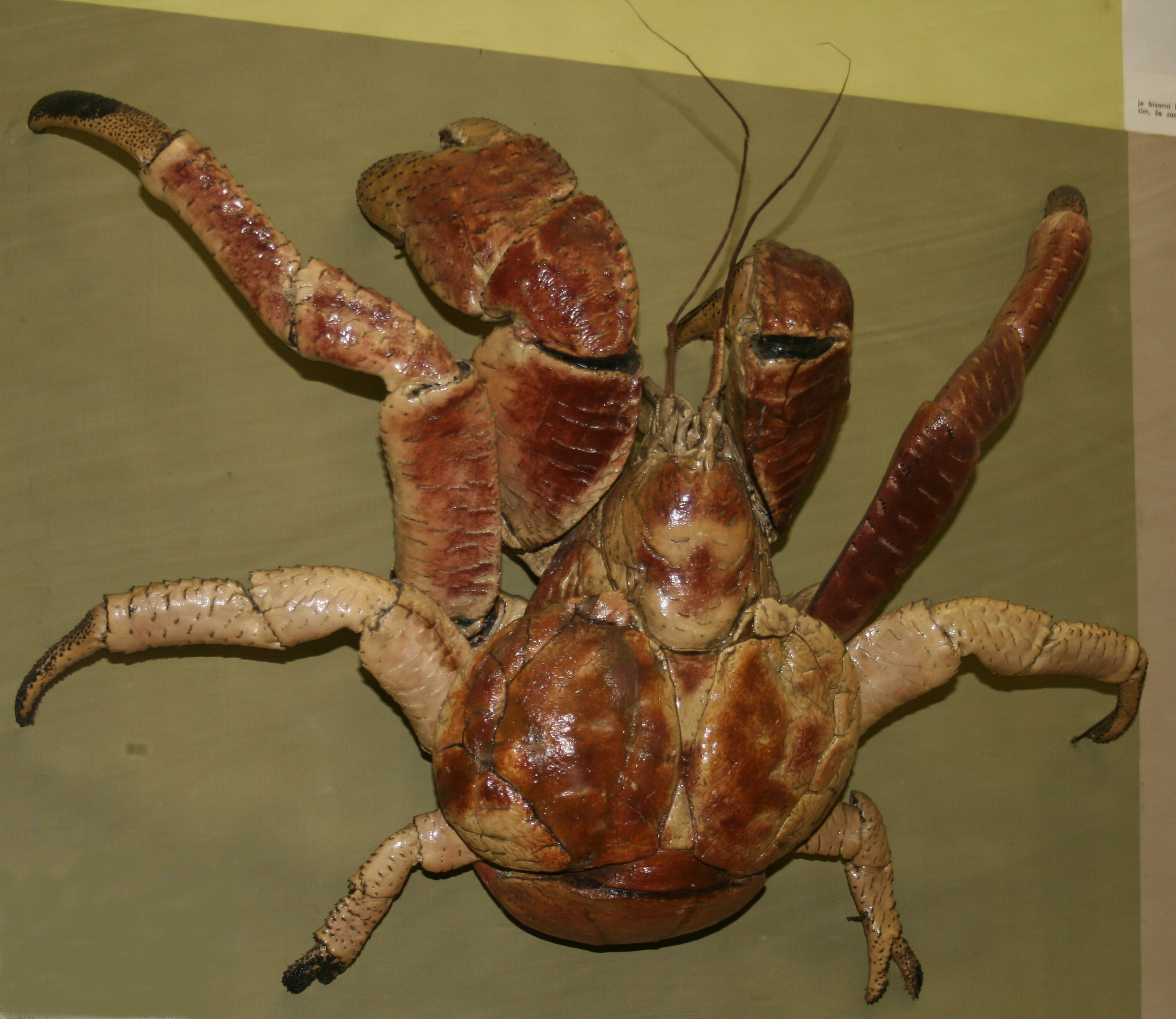
Palmendieb
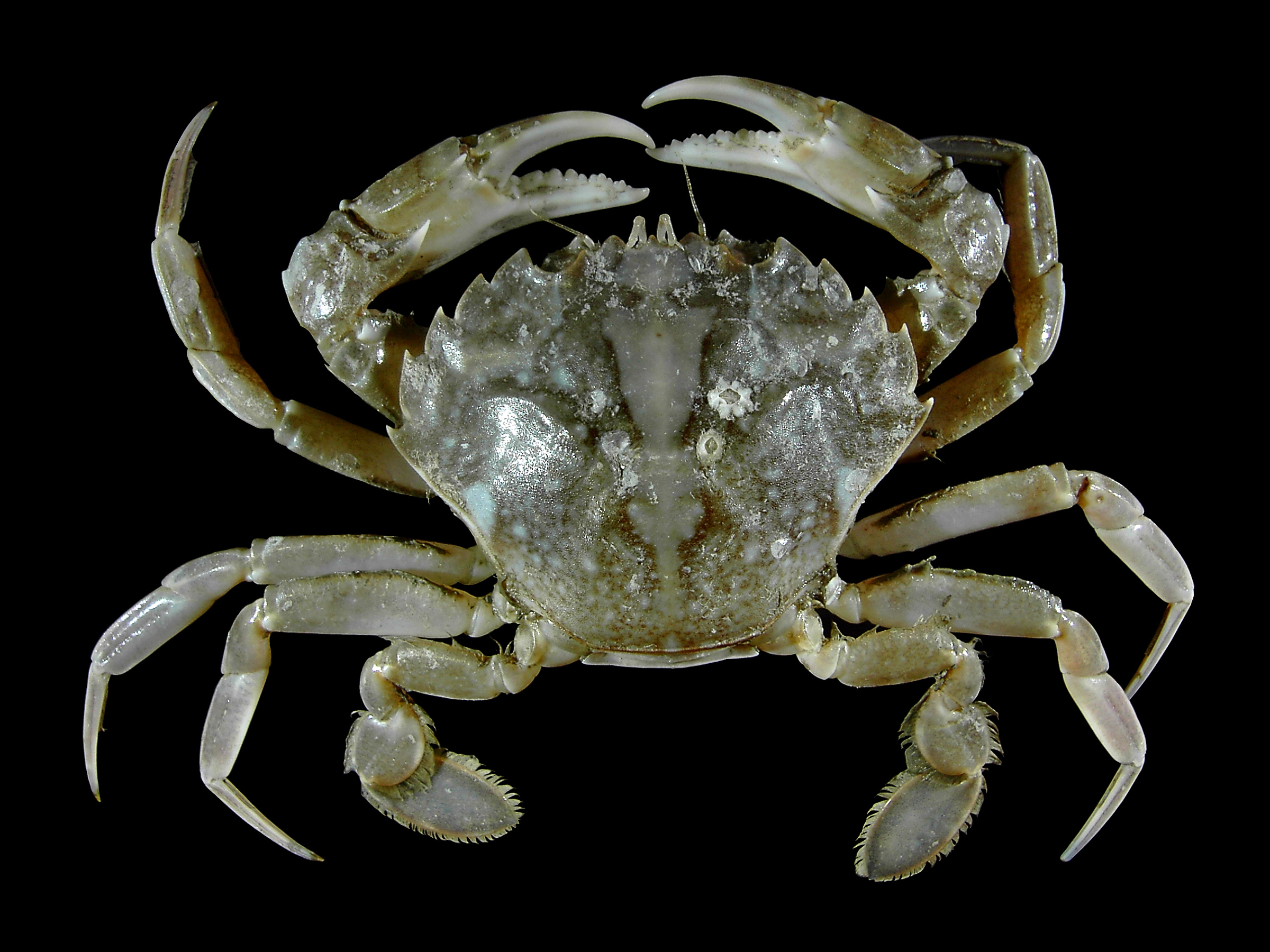
Liocarcinus vernalis, eine Echte Krabbe

### Hypercarcinisation
Eine extreme Form der Carzinisierung, die im Englischen Hypercarcinisation genannt wird, findet sich in der Porzellankrebsart Allopetrolisthes spinifrons. Zusätzlich zu der verkürzten Körperform besitzt A. spinifrons auch einen ähnlichen Sexualdimorphismus wie die Echten Krabben, wo die Männchen ein kürzeres Pleon als die Weibchen haben.